# Hanul de pe strada Marghiloman
Hanul de pe strada Marghiloman este un monument istoric aflat pe teritoriul municipiului Buzău.

## Imagini

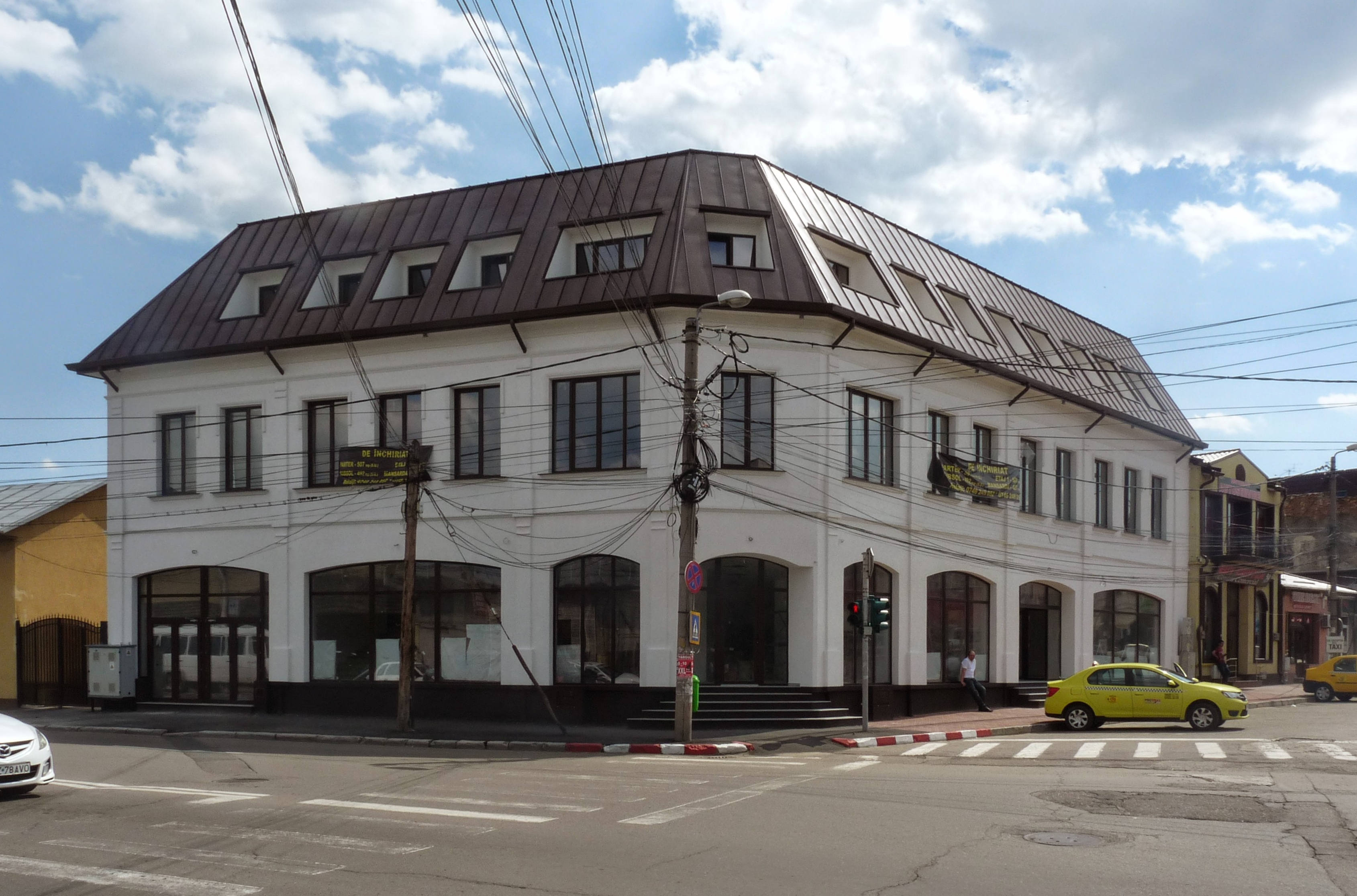